# Хару Урара

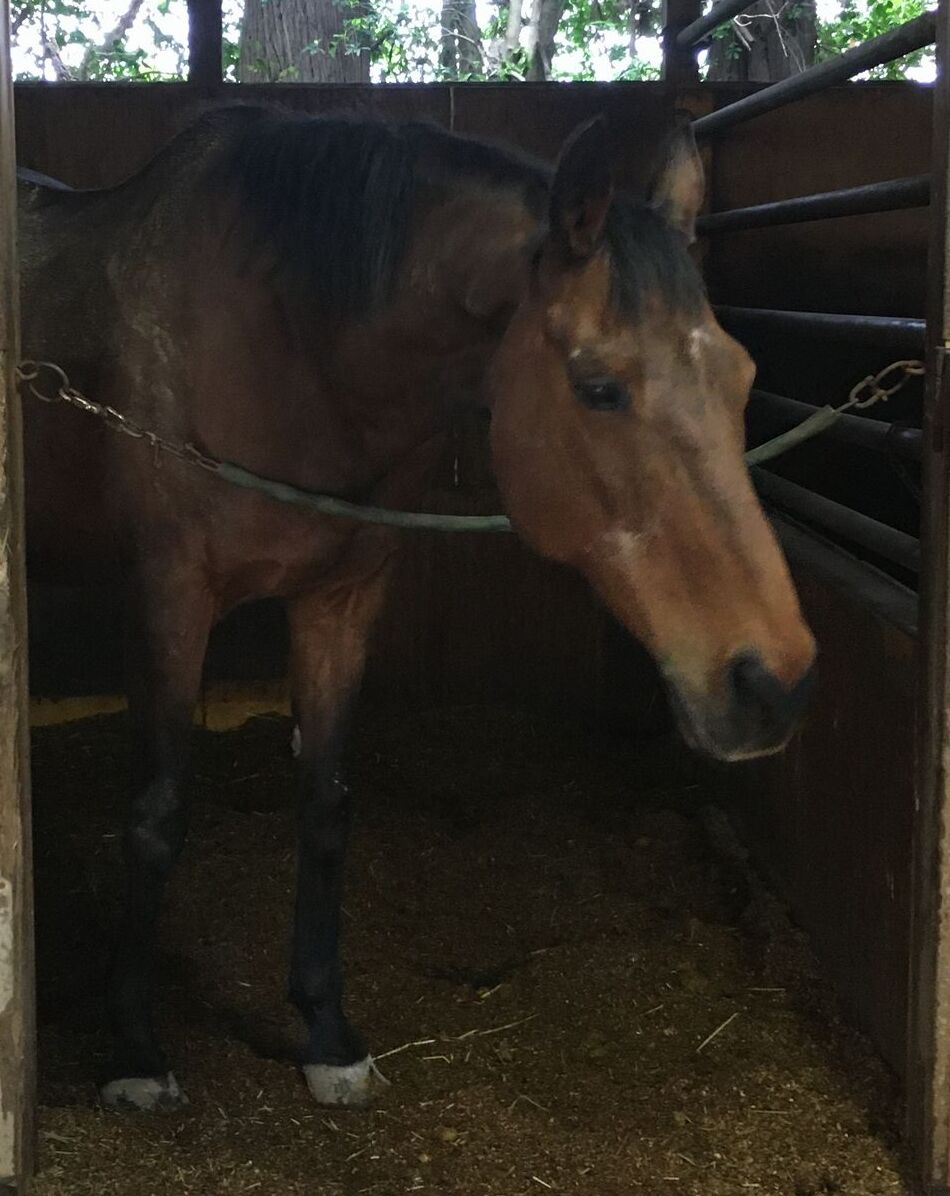
Хару Урара відпочиває після завершення спортивної кар'єри (2021)

Хару Урара (яп. ハルウララ) — японська кобила, у минулому скакова. За час кар'єри (1998—2004) отримала рекордні 0 перемог і 113 програшів. У 2003 її ланцюжок програних змагань був висвітлений у японських ЗМІ, завдяки чому Хару Урара стала відомою в Японії як символ завзятості й непохитності.

## Народження
Хару Урара, гніда кобила, народилася 27 лютого 1996 року в маленькому місті Міцуїші, Хоккайдо. Ім'я Хару Урара означає «славетна весна» або «ніжна весна». Батько кобили — Ніппо Тейо, успішний скаковий кінь, переможець зокрема міжнародних перегонів Тенно Шо і Ясуда Кінен. Ферма Нобута Бокуджо, на якій народилася Хару Урара, не змогла знайти для неї покупця та почала тренувати її як скакову.

## Кар'єра
У дебюті 17 листопада 1998 року на іподромі Кочі Хару Урара посіла останнє місце — п'яте. Протягом наступних чотирьох із половиною років брала участь у змаганнях один-два рази щомісяця, проте не здобувала призових місць.
У червні 2003 року після 80-ї послідовної поразки Хару Урара її історія була висвітлена в японських ЗМІ й стала загальновідомою в країні. Кобилу стали називати «зорею невдах» (яп. 負け組の星, makegumi no hoshi) за те, що вона продовжувала брати участь у змаганнях попри безперервні поразки. Згодом цей сплеск популярності сягнув міжнародного рівня, привернувши увагу і в інших країнах.
У цей період талони зі ставкою на Хару Урара почали використовувати як омаморі (амулет, талісман для захисту й удачі), зокрема для захисту від ДТП: японське слово атаранай (当たらない) може означати як «програти парі», так і «уникнути зіткнення», тому казали, що талон може захистити його власника від аварії. У вересні 2003 року Асоціація кінних перегонів префектури Кочі запровадила послугу, де можна було отримати печатку зі словом 当たらない на будь-який талон, пов'язаний з Хару Урара. Також існували омаморі з волосом із гриви чи хвоста Хару Урара, які, як стверджувалося, випадали під час розчісування, але їх виробництво викликало занепокоєння з боку активістських груп захисту тварин і скоро було припинене.
22 березня 2004 року, на піку популярності Хару Урара, на перегони в Кочі прийшло 13 000 глядачів. 3000 з них зібралися назовні іподрому ще до відкриття брами, через що вхід до скакового поля відкрили на 30 хвилин раніше за призначений час. Деякі глядачі чекали в черзі до п'яти годин, щоб купити квитки в «кіоску слави Хару Урара», який встановили спеціально для цих перегонів. Уболівальники поставили на перемогу Хару Урара загальну суму 121 751 200 єн (приблизно 5 980 960 грн за тогочасним курсом валют). Попри те, що на Хару Урара змагався провідний японський жокей Ютака Таке, кобила зазнала своєї 106-ї поразки поспіль, посівши 10-е місце серед 11 учасників перегонів.
З іменем і зображеннями Хару Урара було випущено м'які іграшки, брелоки, наліпки, марки, залізничні квитки, одяг та інше. У період найбільшої популярності кобили про неї було написано низку книг і пісень, а в 2016 році американський режисер українського походження Мікі Дужий випустив документальний короткометражний фільм The Shining Star of Losers Everywhere («Осяйна зірка всіх, хто програє») про кар'єру Хару Урара.
Хару Урара востаннє виступила на перегонах у серпні 2004 року й завершила кар'єру з рекордним результатом — 0 перемог і 113 поразок.

## Завершення кар'єри
Кар'єру Хару Урара було офіційно оголошено завершеною в жовтні 2006 року.
У 2013 році тодішній власник Хару перевіз її на ферму Matha Farm в місті Онджюку префектури Чіба, де вона живе й донині.
18 травня 2019 року Хару Урара взяла участь у дебютній гонці «Soft Girls' Gathering» — змаганні на час для коней старшого віку. Хару посіла перше місце з часом 16,54 секунди, що стало її першою перемогою.